# Provincia de Kunduz

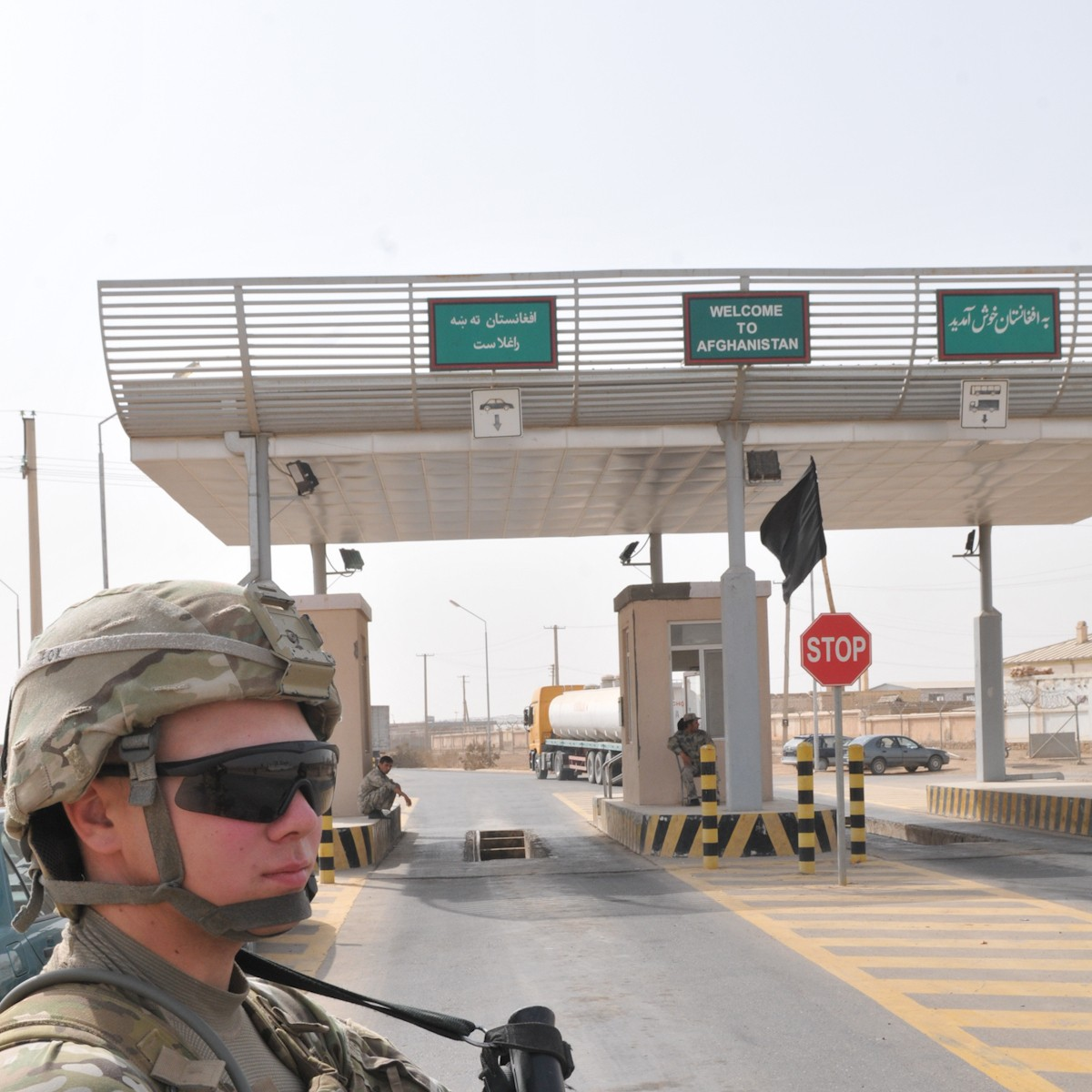
Sherkhan Bandar, ubicado en el distrito de Imam Sahib, es el principal paso fronterizo entre Afganistán y Tayikistán

Kunduz o Qundūz (Dari: قندوز, Pashto: کندوز) es una de las 34 provincias de Afganistán. Está ubicada al norte del país, en la frontera con Tayikistán. Tiene una población de 1,136,677 habitantes, organizada en una sociedad eminentemente tribal. Es una de las provincias más diversas del país, con multitud de etnias asentadas en ella. Su capital y ciudad más poblada es Kunduz, donde también se ubica el aeropuerto provincial. Limita con las provincias de Tahar, Baglán, Samangán y Balj; y con la región de Khatlon en Tayikistán. La superficie de la provincia es de 7.827 km².
La provincia está asentada sobre el valle del río Kunduz. El río fluye de sur a norte de manera irregular hacia el Amu Daria, el cual conforma la frontera con Tayikistán. Un puente une los dos países en la ciudad fronteriza de Shērkhān Bandar, propiciando que el comercio internacional suponga un porcentaje significativo de la economía de la provincia. El río, sus afluentes y sistemas de canalización permiten el cultivo de regadío, aunque también hay cultivos de secano y tierras de pastoreo. En el pasado Kunduz fue uno de los principales ejes económicos del país, aunque la situación ha cambiado debido a las guerras y la inestabilidad política de la región, especialmente a partir de la década de 2010.
En 2021, los talibanes tomaron el control completo de la provincia durante la ofensiva talibana de 2021.

## Historia
La provincia ha estado bajo el mandato de distintos imperios en el pasado. Pasó a formar parte del Imperio durrani a mediados del siglo XVIII. Más adelante, sobre todo en la década de 1920, tuvo lugar una inmigración significativa desde el Turquestán Occidental; entre cien y doscientos mil Tayikos y Uzbekos se asentaron en el norte del país tras la anexión de sus tierras por parte de Rusia. En la década de 1930, durante el gobierno de Sher Khan Nashir, Kunduz se convirtió en una de las provincias más ricas de Afganistán, en parte gracias a la fundación de la compañía de algodón Spinzar.
Más adelante, en la década de los 80, la provincia fue escenario de combates y violencia durante la Guerra Afgano-Soviética.
Durante la Guerra en Afganistán de 2001, Kunduz fue capturada por fuerzas de la OTAN. En noviembre de 2001, talibanes y miembros de Al-Qaeda, junto con personal militar pakistaní y simpatizantes afganos, fueron evacuados a Pakistán por vía aérea para evitar ser capturados.
Alemania tuvo hasta 4000 soldados estacionados en el Equipo de Reconstrucción Provincial de Kunduz, junto con el Comando Regional del Norte, en el marco de la Fuerza Internacional de Asistencia para la Seguridad. La provincia fue mayormente pacífica hasta que en 2009 militantes talibanes comenzaron a infiltrarse en la zona.
El 4 de septiembre de 2009, el comandante alemán solicitó la ayuda de un avión de combate americano para atacar a dos camiones de combustible de la OTAN que habían sido capturados por insurgentes. Murieron más de 90 personas, incluyendo 40 civiles que se habían acercado para recoger combustible.
Se reportó que, el 21 de noviembre de 2009, una bomba detonada junto a la autopista Tahar-Kunduz había matado a un niño y herido a 2 personas.
El governador local de la provincia, Mohammad Omar, fue asesinado en la vecina provincia de Tahar el 8 de octubre de 2010, en un atentado en el que también murieron otras 19 personas.
El 10 de febrero de 2011, un terrorista suicida asesinó a un gobernador de distrito y a otras 6 personas en un atentado en el distrito de Chardara, uno de los bastiones de la insurgencia.
Como parte del resurgimiento talibán en el norte de Afganistán, Kunduz se ha visto cada vez más afectada por la guerra y la inestabilidad. Los talibanes no consiguieron terreno en la provincia hasta 2009, pero desde entonces su influencia se fue expandiendo, llegando a conquistar la capital brevemente en 2015 y 2016 Muchos residentes se vieron forzados a abandonar la provincia hacia Kabul o a través de la frontera hacia Tayikistán.
El 8 de agosto de 2021, los talibanes consiguieron el control de la capital, Kunduz, según fuentes locales. Finalmente, tras la ofensiva talibana de 2021, la provincia al completo quedó bajo control talibán.

## Transportes
Por aire, el aeropuerto de Kunduz tenía conexiones regulares con el Aeropuerto Internacional de Kabul. Por tierra, hay carreteras que conectan la provincia con la carretera nacional A1 o Ring Road, que circunvala todo el país. Además, un puente en la ciudad fronteriza de Shērkhān Bandar sobre el Amu Daria conecta la provincia con Tayikistán.

## Distritos
- Ali abad
- Aqtash
- Dashte Archi
- Chahar dara
- Imam Sahib
- Khan Abad
- Kunduz
- Qalay-I-Zal